# Strumigenys xenos
Strumigenys xenos là một loài côn trùng thuộc họ Formicidae. Loài này có ở Úc và New Zealand.